# Dzidra Uztupe-Karamiševa
Dzidra Uztupe-Karamiševa, (Smiltenes, Letland, 2 maart 1930 - Riga, 27 december 2014) is een voormalig Sovjet- basketbal en volleybalspeelster. Ze kreeg de onderscheiding Orde van de Drie Sterren.

## Carrière
Karamiševa speelde haar gehele basketbal carrière voor Daugava Riga. Met Daugava won ze vier Sovjet-kampioenschappen en drie Europese Cup-titels.  Ze was aanvoerder van TTT van 1958 tot 1963. Karamiševa was ook heel belangrijk voor de nationale ploeg van de Sovjet-Unie. Met het nationale team van de Sovjet-Unie won Karamiševa zilver in 1957 op het Wereldkampioenschap en vier keer goud op het Europees Kampioenschap in 1952, 1954, 1956 en 1962. Na haar carrière was ze assistent coach onder hoofdcoach Raimonds Karnītis bij TTT Riga van 1965 tot 1979. Als speler van de Letse SSR won ze één keer de Spartakiad van de Volkeren van de USSR in 1963.
Karamiševa speelde ook verdienstelijk volleybal. In 1948 en 1949 werd ze kampioen van Letland.

## Privé
Ze was getrouwd met Alexander Karamiševa, die een autocoureur was.

## Erelijst
- Landskampioen Sovjet-Unie: 4
  - Winnaar: 1960, 1961, 1962, 1963
  - Tweede: 1956
  - Derde: 1958
- Landskampioen Letland: 5
  - Winnaar: 1950, 1951, 1956, 1959, 1965
- EuroLeague Women: 3
  - Winnaar: 1960, 1961, 1962
- Wereldkampioenschap: 
  - Zilver: 1957
- Europees kampioenschap: 4
  - Goud: 1952, 1954, 1956, 1962
- Spartakiad van de Volkeren van de USSR: 1
  - Winnaar: 1963
- Landskampioen Letland (volleybal): 2
  - Winnaar: 1948, 1949